# Harald zur Hausen
Harald zur Hausen, nemški virolog, nobelovec, * 11. marec 1936, Gelsenkirchen, Nemčija, † 29. maj 2023, Heidelberg.
Naziv doktorja medicine je pridobil na Univerzi v Düsseldorfu. Kmalu se je posvetil raziskavam virusov, natančneje onkovirusov, ki so povezani s pojavom raka pri človeku. Leta 1976 je objavil hipotezo, da igra humani papilomski virus (HPV) pomembno vlogo pri nastanku raka na materničnem vratu. Njegove raziskave so bistveno pripomogle k razvoju cepiva proti HPV, ki je bilo v klinično uporabo uvedeno leta 2006. Leta 2008 je za svoje delo prejel Nobelovo nagrado za fiziologijo ali medicino skupaj z Lucom Montagnierjem in Françoise Barré-Sinoussi.